# هالة دياب
د. هاله دياب هي كاتبة سيناريو بريطانية ولدت في ليبيا ومؤلفة ومنتجة ومذيعة ومعلقة تلفزيون على وسائل الإعلام البريطانية، وقد ظهرت مؤخرا على قناة 4 نيوز، بي بي سي نيوزنايت، آر تي، سي إن إن، سكاي نيوز، قناة 5 نيوز، آي تي في المركزية، الجزيرة الإنجليزية،  إس تي في إسكتلندا الليلة وراديو بي بي سي 4. وهي أيضا مؤلفة ومحللة في مؤسسة «جيمستاون» التي تعتمد على الاشتراك الشهري «مراقبة القيادة المتشددة». دياب هي كاتبة عمود في العربية إنجليش نيوز، تكتب عن سوريا، داعش والشؤون السياسية في الشرق الأوسط. كما أنها كتبت العديد من المسلسلات العربية الناجحة وأنتجت العديد من الأفلام الوثائقية التي تم بثها في جميع أنحاء الشرق الأوسط وأوروبا والمملكة المتحدة، وظهرت في المهرجانات السينمائية الدولية. عملت مذيعة تلفزيونية على قناة روتانا سينما، شاركت في استضافة المعرض المصري سيدة السيدات، فضلا عن إقامة بقعة ضيف منتظمة على عرض هاله سرحان في مصر. استضافت مؤخرا برنامج حواري أسبوعي من لندن على تلفزيون إيه إن بي في لندن. كما استضافت سوريا على طاولة التلفزيون برنامج حواري السلسلة. أدرجت دياب في مجلة الاقتصادي باعتبارها واحدة من أكثر النساء تأثيرا في سوريا لعام 2011. وقد تم عرضها في معرض «المرأة مثلنا» الذي احتفل بالنساء المسلمات الملهمة. وهي أيضا مؤسس ومدير إنتاج وسائل الإعلام الليبرالية  التي تركز على القضايا بين الثقافات بين بريطانيا والشرق الأوسط. دياب هي المتحدث العام التي تحدثت في مجلس العموم، النقاش المشاهد، أسبوع ليستر الوطني للأديان، الاتحاد من أجل السلام ونادي الجبهة في لندن. بالإضافة إلى العمل في وسائل الإعلام البريطانية، عملت في ليبيا ومصر والسعودية وسوريا وهي خبيرة في الشرق الأوسط والثقافة الإسلامية. 

## التعليم
تخرجت بالدكتوراه في الدراما عن عبور الهامش: الأقليات والهامشية في دراما تينيسي وليامز من جامعة ليستر، درجة البكالوريوس وماجستير في الدراسات الجنسانية والنساء من جامعة ورك، لديها سجل أكاديمي متميز مع جائزة ل أفضل عرض في مجال الأعمال والعلوم الاجتماعية والفنون في مهرجان الدراسات العليا لجامعة ليستر في يونيو 2006. الدكتورة دياب أيضًا كاتبة وكتابها الأخير «عبور الهامش» نشرته لاب لامبرت الأكاديمية في أكتوبر 2012. 

## حملة ضد التطرف
في عام 2005 كلفت دياب لكتابة أول مسلسل تلفزيوني لها، الجميلة ميدنز. وقد استمد العنوان من 72 عذراء جميلة يقال إنهم يلتقون بالشهداء في السماء. وكانت هذه السلسلة تتعلق بضحايا ومرتكبي تفجير انتحاري في السعودية. بثت خلال شهر رمضان، وحققت أرقام مشاهدة عالية واهتمام من وسائل الإعلام. 
كتبت أيضا دراما تلفزيونية من 30 حلقة؛ ما ملكت أيمانكم، والذي تم بثه أيضا خلال شهر رمضان. العنوان هو من مقطع في القرآن الذي يتحدث عن استعباد النساء. هذه الفواصل سلسلة من المحرمات على مجموعة من المواضيع المثيرة للجدل مثل المثلية والعذرية والتطرف والإيذاء الجنسي والجسدي، والبرقع والحظر الفرنسي على تغطية الوجه. ويظهر هذا العرض امرأة تنتقل إلى فرنسا من الشرق الأوسط وما هي حياتها من دون البرقع. 
كما حقق ما ملكت أيمانكم أرقام مشاهدات عالية.

## نقد
بعد عرائس جميلة أصبحت دياب هدفا لرجال الدين والعلماء الذين اتهموها بإهانة الإسلام. وقبل إطلاق سراح ما ملكت أيمانكم، بُذلت محاولات فاشلة لإقناع الحكومة السورية بحظر عملها. 
قد اتهمت دياب بالإلحاد وحقق الزعماء الدينيين في حياتها الخاصة. وادعى الشيخ سعيد رمضان البوطي أن الله كان يحجب المطر عقابًا للأمة على عملها. 
قد تلقت معارضة أخرى خلال مقابلة مع قناة «الحوار» العربية التي تتخذ من لندن مقرا لها في تشرين الأول / أكتوبر 2010. 
ردًا على ذلك، قالت: «أشعر بالتهميش وأنا دائما تحت النيران في وسائل الإعلام في الشرق الأوسط بسبب وجهة نظري الليبرالية ولأنني أسعى لكسر الحدود. ويريد علماء الدين إسكات صوت النساء وهم يلعبون دور السياسيين في الشرق الأوسط». 

## الجدل حول البرقع
لقد كانت صريحة حول البرقع. بالإضافة إلى كتابة ما ملكت أيمانكم، أعربت عن وجهات نظر شخصية بشأن الملابس. 
هي تعتقد أن النساء العربيات يتعرضن للاضطهاد من قبل الرجال الذين يدعون أنهم متحمسون للدين. وهي ترى البرقع بمثابة حاجز أمام المرأة لتحقيق المساواة التي تستحقها. 

## لقاءات مع القذافي
كانت دياب قد اقتربت مرتين من الزعيم الليبي السابق معمر القذافي بمشاريع إعلامية. في عام 2007 ناقشوا فيلما أراد أن يجعله عن الاستعمار الإيطالي في ليبيا. كان من المقرر أن يسمى الفيلم «دولم: سنوات من العذاب». 
ووصفت القذافي بأنه «لا يرحم ومرعب». بعد الموافقة على كتابة الفيلم واستكمال السيناريو، تم إسقاط الفيلم بسبب تغيير الوضع الدبلوماسي مع إيطاليا. 
في عام 2010، طلب منها إنتاج فيلم وثائقي عن حياة الزعيم، لكنها رفضت المشروع الذي يدعي أنه «سيؤثر على مصداقيتها». 

## تقديرات
في يونيو 2006، منحت دياب جائزة أفضل عرض في مجال الأعمال والعلوم الاجتماعية والفنون في مهرجان الدراسات العليا بجامعة ليستر، وهو مهرجان بحثي أكاديمي سنوي يحتفل بالعمل البحثي للدكتوراه في الجامعة. عرضت دياب بعنوان "قراءة الأقليات في تينيسي وليامز" ليلة الإغوانا: بين الخيال والدراما وشاشة هوليوود ". وكانت في نهائيات مسابقة البحوث الإقليمية، ميدلاندز هاب، الذي عقد في جامعة ورك. في أبريل 2007 منحت من جامعة ليستر،  لإجراء بحث في مركز تينيسي ويليامز للبحوث في مجموعة نيو أورلينز التاريخية، الولايات المتحدة الأمريكية. في ديسمبر 2010، حصلت دياب على جائزة أفضل سيناريو درامي من وزارة الإعلام في سوريا 
رشحت أيضا لجائزة أفضل سيناريو أدونيا في عام 2010. وفي يناير 2011، تم منحها جائزة الإنجاز للفنان، التي قدمها محمود عباس لما ملكت أيمانكم. وأثنى على عملها لمساهمتها في التصدي للإرهاب والتطرف الإسلامي في الشرق الأوسط.

## فتنه
اعتبارا من عام 2012 كانت الدكتورة دياب تعمل على فتنة، وهو مسلسل تلفزيوني واقعي مكون من ثلاثين جزءا عن مجموعة من المسلمين البريطانيين والشرقيين من الشرق الأوسط الذين يواجهون التحدي ويأملون في ردع الأصولية المتطرفة والتطرف الديني. 
مهمة فتنة هي إلهام الشباب المسلمين من خلال سلسلة من المواجهات مع وجهات النظر المتطرفة للإسلام، لمساعدتهم على التوصل إلى نظرة متوازنة للإسلام. 
يجمع العرض بين بعض الشباب الأكثر تطرفا في بريطانيا والشرق الأوسط لمعرفة ما إذا كان يمكن تغييرهم وإقناعهم من قبل 8 مرشدين.
ستحاول هذه السلسلة الكشف عما إذا كانت مواقفهم تعزى إلى الظروف الشخصية أو العائلية أو المجتمع أو السياسة الدينية والإسلام نفسه. كما يدرس كيف يستخدم الموجهون خبراتهم الواقعية للتأثير على التهم الموجهه إليهم. 

## تغطية إعلامية
قد ظهرت هاله بانتظام كخبيرة في الشرق الأوسط، تحدثت في وسائل الإعلام البريطانية والأجنبية على السواء.
ساهمت دياب في العديد من المطبوعات الأخرى، بما في ذلك نيويورك تايمز، مغربية، القبس، الأهرام، الشرق الأوسط أون لاين، القدس، آلاف، معان نيوز، العرب اليوم وبوكار نيوز. مجلة بوكار 

## روابط خارجية
- هالة دياب على موقع IMDb (الإنجليزية)